# Silberhütter Pochwerksteich
Der Silberhütter Pochwerksteich war ein Stauteich im mittleren Unterharz bei Silberhütte, Sachsen-Anhalt. Aufgestaut wurde der Teufelsgrundbach. Der Teich ist Teil des Unterharzer Teich- und Grabensystems.

## Geschichte
Die Bauzeit des Teichs ist nicht bekannt. Angelegt wurde der Teich mit einem Stauraum von 0,4 Mio. m³ unterhalb des Fürstenteichs, kurz vor der Mündung des Teufelsgrundbachs in die Selke. Die erste urkundliche Erwähnung stammt aus dem Jahr 1779. Anders als die anderen drei am Teufelsgrundbach gelegenen Teiche (Silberhütter Klär-Teich, Fürstenteich und Teufelsteich) war der Silberhütter Pochwerksteich kein Kunstteich, sondern diente als Triebwerksteich für das Pochwerk in Silberhütte.
1955 wurde der Teich zugeschüttet. Das auf dem Gelände des ehemaligen Teichs erweiterte Holzwerk musste nach dem Selke-Hochwasser 1994 geschlossen werden.
Siehe auch:
- Liste der Gewässer in Sachsen-Anhalt
- Liste der Teiche des Unterharzer Teich- und Grabensystems